# 失われた私
『失われた私』（うしなわれたわたし、Sybil: The True Story of a Woman Possessed by Sixteen Separate Personalities）はフローラ・リータ・シュライバーの著書。1973年に発表された。16の人格を持つ解離性同一性障害のアメリカ人女性（作中での名はシビル・イザベル・ドーセット）の生涯を描いたノンフィクション。
著者はシビルの精神分析医であるコーネリア・ウィルバー博士の手配により、1962年秋にシビルと初めての会合を果たした。以後、著者はシビルと親しい友人としてつきあうようになり、シビルの分析が終了する1965年からさらに7年の準備期間を経て、本作を刊行するに至った。アメリカでは非常に大きな反響を呼び、刊行後数ヶ月にわたってベスト・セラーズのトップ10に名を連ねた。
2011年に出版された検証本 "Sybil Exposed: The Extraordinary Story Behind the Famous Multiple Personality Case" （著：デビー・ネイサン）によって、本書の内容がアメリカ人女性、医師、著者による捏造である可能性が高いことが明らかとなった。

## シビルの人格
- シビル・イザベル・ドーセット（1923年）　基本人格。IQ170で絵の才能をもつが、自信がない。
- ヴィクトリア・アントワネット・シャロー（1926年）　自信のある、優雅で洗練されたフランス人女性。シビルの全自我の記憶を持っている。
- ペギー・ルー・ボールドウィン（1926年）　独断的・情熱的で子供っぽく、時に破壊的。シビルの抑圧された怒りを発散する。白と黒で絵を描く。
- ペギー・アン・ボールドウィン（1926年）　ペギー・ルーの片割れ。ペギー・ルーに似ているが、怒りより不安を表現することが多い。
- ナンシー・ルー・アン・ボールドウィン（出現年不詳）　怯えて興奮していることが多い。世界の終わりについての予言を盲信している。
- ルーシー・ドーセット（出現年不詳）　2歳児。
- クララ・ドーセット（出現年不詳）　正統派キリスト教の狂信的な信徒。シビルに批判的。
- マーシャ・リン・ドーセット（1927年）　シビルと同じように感じるが、感情の揺れ幅が大きい。作家で画家。
- シビル・アン・ドーセット（1928年）　完全に無気力で萎縮している。
- マージョリー・ドーセット（1928年）　平静で快活。冗談好きでよく笑う。自我の中では珍しく、抑圧されていない。
- マイク・ドーセット（1928年）　二つの男性自我の一つ。建築家で大工。
- シド・ドーセット（1928年）　二つの男性自我の一つ。大工で、何でも手がける修理屋。
- ヘレン・ドーセット（1929年）　野心家で、ひとかどの人間になりたいと思っているが、宗教や芸術には興味がない。シビルの母を恐れている。
- メアリ・ルシンダ・ソーンダーズ・ドーセット（1933年）　思慮深く家庭的だが、丸々太っていて容姿にコンプレックスを抱いている。
- ヴァネッサ・ゲイル・ドーセット（1935年）　明朗快活。教会を軽蔑している。自我の中で唯一ピアノを弾く。
- ブロンドの女（1946年）　無名。永遠のティーンエイジャー。

## 日本語訳
- 『シビル：私のなかの16人』巻正平訳、早川書房〈ハヤカワ・ノンフィクション〉1974年。ISBN 978-4-15-205103-5。
  - （改題）『失われた私』巻正平訳、早川書房〈ハヤカワ文庫〉、1978年。ISBN 978-4150500351。

## 映画化
1976年、サリー・フィールド主演により "Sybil" （原題）の題名で映画された。また、2007年には『多重人格・シビルの記憶』という題名でテレビ映画化され、日本ではWOWOWで放送された。